# Okulodigitales Phänomen
Das okulodigitale Phänomen (von lateinisch oculus „das Auge“ und digitalis „zum Finger gehörig“), auch  „Augenbohren“ oder „digito-ocular sign“ genannt, ist ein stereotypes Verhalten (ein „Blindismus“) bei blinden und hochgradig sehbehinderten Kindern. Durch Druck auf die Augen provozieren die Kinder vermutlich Lichterscheinungen wie Sterne, um ihr Gehirn zu stimulieren.
Das Augenbohren kann in verschiedenen Varianten ausgeführt werden:

- Die ganze Faust, der Knöchel oder einzelne Finger werden gegen das Auge gedrückt.
- Ein Spielzeug dient als Hilfswerkzeug.
- Finger werden zwischen Augapfel (Bulbus) und Orbita (Augenhöhle) gedrückt.
- Der Kopf wird im Sitzen nach vorne geneigt und die Augen auf die Handgelenke gedrückt.

Das okulodigitale Phänomen ist für Außenstehende schlimm anzusehen, für das betroffene Kind jedoch in der Regel nicht schädlich.

## Ursachen
Das okulodigitale Phänomen ist noch weitgehend unerforscht. Es tritt jedoch häufig bei blinden oder hochgradig sehbehinderten Säuglingen und Kindern auf. Von einer hochgradigen Sehbehinderung spricht man bis zu einer maximalen Sehschärfe (Visus) von 0,05 auf dem besseren Auge. Augenerkrankungen, bei denen das okulodigitale Phänomen zu beobachten ist, sind:
- Mikrophthalmie: Das Auge ist sehr klein oder nur rudimentär angelegt.
- Netzhautablösung: Die inneren Anteile der Netzhaut lösen sich vom retinalen Pigmentepithel ab.
- Netzhautdystrophien: Angeborene Funktionsstörungen der Netzhaut.
- Eine fehlende Verbindung zwischen Sehnerv und Sehzentrum.
- Retinopathia praematurorum: Die unvollständige Ausreifung von Gefäßen der Netzhaut bei Frühgeborenen.

Das okulodigitale Phänomen tritt also vor allem bei angeborenen oder sehr früh erworbenen Sehstörungen auf. Aber auch Kinder mit Autismus bohren sich in den Augen.

## Symptome
Das Hauptsymptom des okulodigitalen Phänomens ist ein stereotyper Vorgang, bei dem sich die sehbehinderten Kinder in den Augen bohren. Das Augenbohren kann mehrere Sekunden bis Minuten andauern. Bei den meisten Betroffenen beginnt die Stereotypie nach acht bis zehn Lebensmonaten und verschwindet im Kindergartenalter von selbst wieder.

Begleitsymptome können ein Schwund des Orbitalfetts und ein Zurücksinken der Augäpfel in die Augenhöhlen (Enophthalmus) sein. Dies ist jedoch nicht gefährlich, sondern höchstens ein kosmetisches Problem.

## Zweck
Vermutlich dient das Augenbohren dem Auslösen von sogenannten entopischen Phänomenen. Darunter versteht man subjektive optische Wahrnehmungen wie Sternchen oder geometrische Figuren, die innerhalb des Sehzentrums gebildet werden und die nur der Betroffene sehen kann. 

Indem die Kinder durch das Augenbohren ein okulodigitales Phänomen wie einen Lichtblitz wahrnehmen, führen sie ihrem Gehirn einen optischen Reiz zu, auf den sie wegen ihrer Blindheit sonst verzichten müssten. Das Gehirn wird so visuell angeregt und kann zum Beispiel bei Unterforderung stimuliert werden („Arousal“-Ansatz). 

Weitere Theorien zum Sinn von Stereotypien bei Blinden werden im Hinblick auf das okulodigitale Phänomen derzeit diskutiert.

## Umgang
Vielen Betroffenen wurde das Augenbohren in der Kindheit teils mit drastischen Strafen verboten. Dies kann zu psychischen Problemen bei den Kindern führen, die manchmal altersbedingt gar nicht in der Lage dazu sind, das Verbot zu verstehen.

Obwohl das Augenbohren bei Säuglingen und Kindern Außenstehende häufig erschreckt, ist es im Grunde harmlos. Das Zurücksinken des Augapfels in die Augenhöhle ist nicht gefährlich und allenfalls ein kosmetisches Problem.

Eltern und betreuende Personen sollten deshalb mit den Kindern nachsichtig umgehen. Ein Verbot des Augenbohrens ist nach jetzigem Wissensstand nicht nötig. Wenn zusätzlich zum Augenbohren weitere Stereotypien wie Schaukeln oder Kopfschlagen hinzukommen, ist der Besuch bei einem Verhaltenspsychologen, der sich auf Blinde spezialisiert hat, zu empfehlen.

## Abgrenzung
Wenn auch nur sehr selten, so kann in jedem Lebensalter und häufig bei Menschen mit geistiger Behinderung ein autoaggressives Verhalten bis hin zur Selbstentfernung eines Auges (Autoenukleation) auftreten, welches vom okulodigitalen Phänomen differentialdiagnostisch zu unterscheiden ist.